# Agapetes saxicola
Agapetes saxicola là một loài thực vật có hoa trong họ Thạch nam. Loài này được Craib ex Kerr mô tả khoa học đầu tiên năm 1935.